# The Adventures of Robinson Crusoe

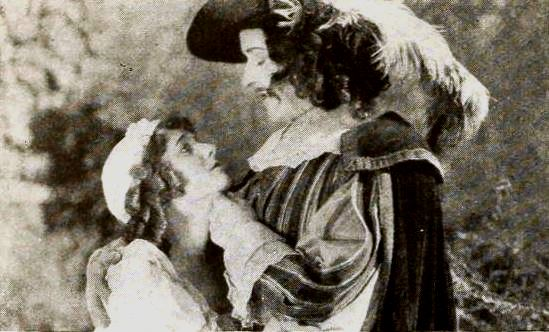
Cena do seriado apresentando Harry Myers e Gertrude Olmstead.

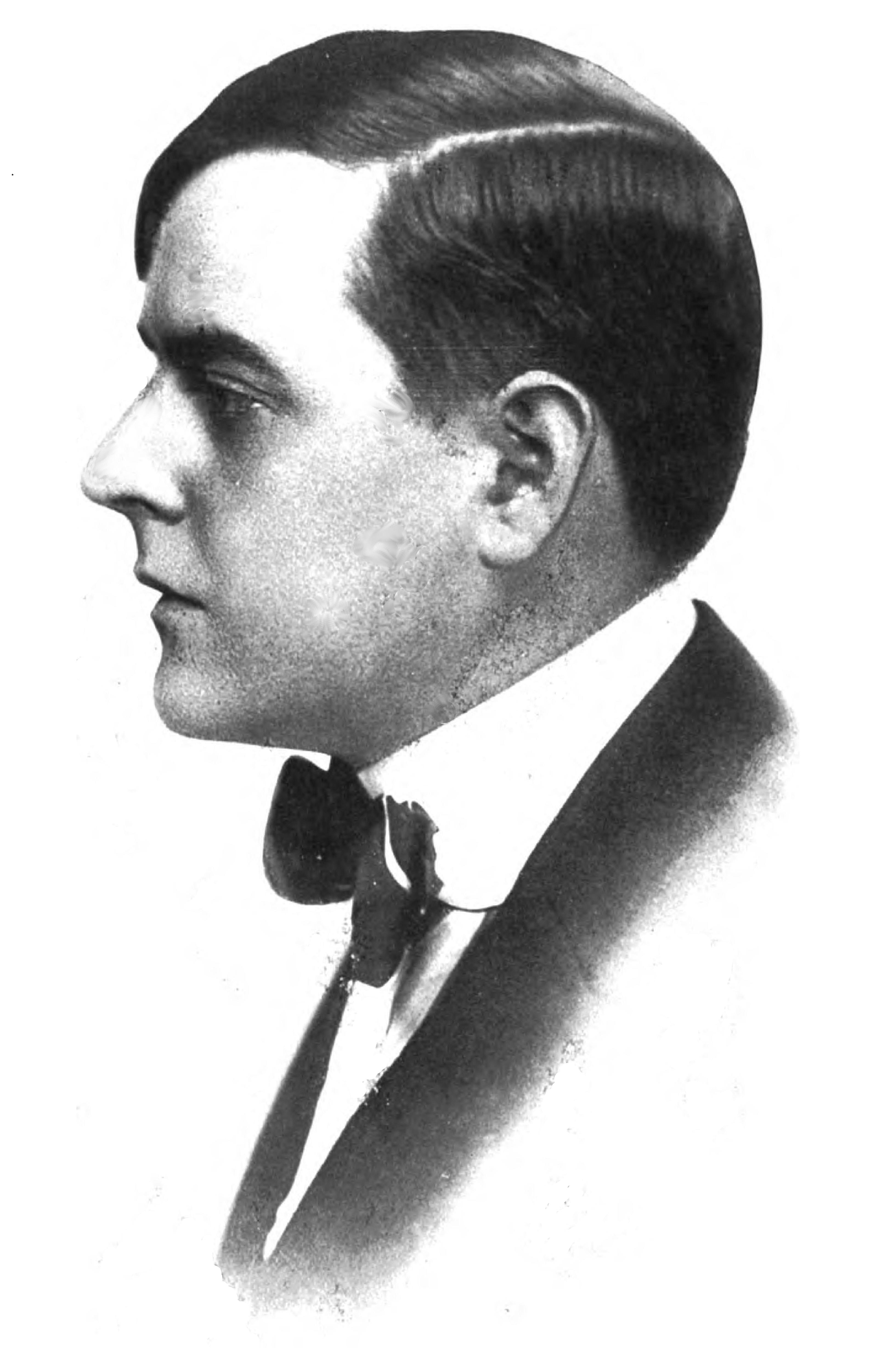
Harry Myers, ator que interpretou Robinson Crusoé no seriado.

The Adventures of Robinson Crusoe (bra Robinson Crusoe) é um seriado estadunidense de 1922, gênero aventura, dirigido por Robert F. Hill, em 18 capítulos, estrelado por Harry Myers e Noble Johnson. Produzido e distribuído pela Universal Pictures, veiculou nos cinemas estadunidenses de 27 de março a 24 de julho de 1922.
A história teve por base o romance de Daniel Defoe, The Life and Adventures of Robinson Crusoe, apresentando um náufrago que passou 28 anos em uma remota ilha tropical próxima a Trinidad, encontrando canibais, cativos e revoltosos antes de ser resgatado.
O tema foi abordado pelo cinema em diversas produções anteriores e posteriores ao seriado, sendo a mais antiga o curta-metragem francês de 1903, Les aventures de Robinson Crusoé.
Este seriado é considerado perdido.

## Elenco
- Harry Myers – Robinson Crusoé
- Noble Johnson – Sexta-Feira
- Gertrude Olmstead
- Aaron Edwards
- Josef Swickard
- Gertrude Claire
- Emmett King
- Scott Pembroke

## Capítulos
1. The Sea Raiders
2. Shipwrecked
3. The Cannibals' Captives
4. Hidden Gold
5. The Ship of Despair
6. Friday's Faith
7. The Swamp of Terror
8. Marooned
9. The Jaguar Trap
10. A Prisoner of the Sun
11. No Greater Love
12. The Island of Happiness
13. The Sword of Courage
14. The Buccaneers
15. The Jolly Roger
16. The Idol's Bride
17. When the Heart Calls
18. Back to the Primitive